# بابلو بارينتوس
بابلو سيزار بارينتوس (بالإسبانية: Pablo Cesar Barrientos)‏ الشهير باسم بابلو بارينتوس (مواليد 17 يناير 1985 في كومودورو ريفادافيا - الأرجنتين) لاعب كرة قدم أرجنتيني يلعب حاليا لصالح نادي الدرجة الأولى كاتانيا الإيطالي منذ 2009 في مركز الوسط المهاجم كما يجيد اللعب في مركز الجناح الأيسر .

## روابط خارجية
- بابلو بارينتوس على موقع الاتحاد الدولي (مؤرشف)  (الإنجليزية)
- بابلو بارينتوس على موقع قاعدة بيانات كرة القدم.إي يو (الإنجليزية)
- بابلو بارينتوس على موقع Soccerway.com (الإنجليزية)
- بابلو بارينتوس على موقع عالم كرة القدم.نت (الإنجليزية)
- بابلو بارينتوس على موقع كووورة
- بابلو بارينتوس على موقع AS.com (الإسبانية)